# Wonder Egg Priority
Wonder Egg Priority (ワンダーエッグ・プライオリティ?, Wandā Eggu Puraioriti, lett. "Priorità dell'uovo meraviglioso") è una serie televisiva anime giapponese originale creata e scritta da Shinji Nojima, diretta da Shin Wakabayashi, con design dei personaggi a cura di Saki Takahashi. Prodotta da CloverWorks, Aniplex Television, Nippon Television e D.N. Dream Partners, è andata in onda su Nippon TV e altri canali da gennaio a marzo 2021, con un episodio speciale presentato in anteprima il 29 giugno 2021.

## Trama
La serie segue Ai Ohto, una studentessa delle superiori che temporaneamente non frequenta la scuola in seguito al suicidio della sua cara amica Koito Nagase. 
Durante una passeggiata notturna, Ai visita una sala giochi deserta, dove una voce misteriosa la guida verso una macchina gachapon che distribuisce delle uova (chiamate Wonder Eggs), da cui riceve in dono un uovo. Quella notte, Ai viene trascinata in un mondo di sogni nel quale rompe il Wonder Egg rivelando al suo interno una ragazza, che Ai deve proteggere da un'orda di mostri chiamati Seeno Evils.
Quando la voce misteriosa dice ad Ai che salvare abbastanza persone in questo mondo potrebbe riportare in vita la sua amica Koito, decide di continuare a comprare Wonder Eggs e proteggerli. Nel corso della sua avventura Ai farà nuove conoscenze, tra cui altre ragazze con il suo stesso scopo, che la porteranno a crescere e a cambiare sé stessa: affronterà pericoli che la porteranno anche in situazioni di estremo pericolo nel tentativo di salvare una persona a lei cara.

## Personaggi
Ai Ohto (大戸アイ?, Ōto Ai)
Doppiata da: Kanata Aikawa
Una ragazza di 14 anni con eterocromia, che l'ha portata ad essere oggetto di bullismo. In passato, Ai fa amicizia con Koito Nagase, una ragazza che si era appena trasferita da un'altra scuola superiore. La tragedia seguì quando Koito si suicidò inaspettatamente saltando dal tetto del loro edificio scolastico. In seguito al suicidio di Koito, Ai smise di frequentare la scuola. Ai sta comprando Wonder Eggs per riportare in vita Koito, cercando di scoprire la verità sul motivo per cui Koito si è suicidata.
Neiru Aonuma (青沼ねいる?, Aonuma Neiru)
Doppiata da: Tomori Kusunoki
Una ragazza di 14 anni tranquilla e riservata. Nonostante la sua età, è già presidente di una grande azienda. Qualche tempo fa, Neiru è stata ricoverata in ospedale dopo essere stata violentemente accoltellata da sua sorella minore, Airu. Mentre si stava riprendendo dall'accoltellamento in ospedale, è stata informata che sua sorella si è suicidata dopo averla aggredita, saltando da un ponte. L'assalto ha lasciato Neiru con cicatrici dolorose sulla schiena, oltre a sentimenti complessi riguardo a sua sorella. Da quando Neiru compra Wonder Eggs il dolore delle sue cicatrici si sta affievolendo; il suo obiettivo è riportare in vita Airu, ma Neiru afferma di combattere solo per se stessa.
Rika Kawai (川井リカ?, Kawai Rika)
Doppiata da: Shuka Saitō
Una ragazza di 14 anni (ne compie 15 durante il corso della serie) sfacciata e schietta che non esita a dire cosa ha in mente. Rika in precedenza era un'emergente idol e che ha accumulato una piccola base di fan. Dopo aver scoperto che una delle sue più sfegatate fan - una ragazza sovrappeso di nome Chiemi - stava rubando per farle regali, Rika ha cercato di fermare il taccheggio di Chiemi insultandola e mentendole nel tentativo di mettere Chiemi contro di lei: sostenendo che sarebbe mai stata sua amica a causa del suo peso. In seguito avrebbe scoperto da degli altri fan che Chiemi era morta dopo essersi ridotta alla fame. Rika sta quindi comprando Wonder Eggs per riportare in vita Chiemi.
Momoe Sawaki (沢木桃恵?, Sawaki Momoe)
Doppiata da: Hinaki Yano
Una ragazza di 14 anni che viene spesso scambiata per un ragazzo a causa del suo aspetto androgino. È la nipote dell'insegnante di scuola di Ai, Shuichiro Sawaki. Momoe una volta era molto amica di una ragazza di nome Haruka, l'unica delle sue compagne di classe che la riconosceva come una ragazza e la trattava in modo femminile. Un giorno, tuttavia, Haruka fece delle avances romantiche a Momoe, la quale, scioccata, rifiutò. In seguito Haruka si suicidò, portando Momoe a credere che potesse essere responsabile. Momoe sta comprando Wonder Eggs per riportare in vita Haruka.
Koito Nagase (長瀬 小糸?, Nagase Koito)
Doppiata da: Azusa Tadokoro
La migliore amica di Ai. Prima degli eventi della serie, si è suicidata saltando dal tetto della sua scuola. È anche il motivo principale per cui Ai sta cercando Wonder Eggs in modo che possa essere riportata in vita. Koito era vittima di bullismo nella sua classe.
Shuichiro Sawaki (沢木 修一郎?, Sawaki Shūichirō)
Doppiato da: Masatomo Nakazawa
Lo zio di Momoe, che è anche l'insegnante di scuola di Ai e il consigliere del club d'arte. Si suggerisce che potrebbe essere stato coinvolto in una relazione illecita con Koito prima della sua morte.
Acca (アカ?, Aka)
Doppiato da: Yūya Uchida
Un umanoide simile a un manichino che guida Ai e le altre a combattere nel mondo delle uova per ragioni sconosciute. È in grado di comunicare con loro telepaticamente attraverso qualsiasi oggetto o creatura sia nel mondo reale che in quello delle uova. Rispetto alla sua controparte Ura-Acca, è più professionale, formale e severo.
Ura-Acca (裏アカ?, Ura Aka)
Doppiato da: Hiroki Takahashi
Un umanoide simile a un manichino che guida Ai e gli altri a combattere nel mondo delle uova per ragioni sconosciute. Come Acca, anche lui è in grado di comunicare con le ragazze telepaticamente attraverso qualsiasi oggetto o creatura sia nel mondo reale che in quello delle uova. Rispetto alla sua controparte Acca, è più rilassato e disposto a lasciare che le ragazze si rilassino. Sembra anche essere più direttamente favorevole alla ricerca della verità da parte delle ragazze.
Frill (フリル?, Furiru)
Doppiato da: Megumi Yamaguchi
Frill è un essere umano artificiale creato da Acca e Ura-Acca in passato. È anche la creatrice di creature umanoidi presenti nelle ultime puntate della serie.

## Episodi
| Nº      | Titolo italiano (traduzione letterale) Giapponese 「Kanji」 - Rōmaji                   | In onda          | In onda |
| Nº      | Titolo italiano (traduzione letterale) Giapponese 「Kanji」 - Rōmaji                   | Giapponese       |         |
| 1       | Il dominio dei bambini 「子供の領分」 - Kodomo no ryōbun                               | 13 gennaio 2021  |         |
| 2       | Le condizioni per l'amicizia 「友達の条件」 - Tomodachi no jōken                       | 20 gennaio 2021  |         |
| 3       | Una lana nuda 「裸のナイフ」 - Hadaka no naifu                                         | 27 gennaio 2021  |         |
| 4       | Colorful Girls 「カラフル・ガールズ」 - Karafuru gāruzu                                | 3 febbraio 2021  |         |
| 5       | La pifferaia 「笛を吹く少女」 - Fue o fuku shōjo                                       | 10 febbraio 2021 |         |
| 6       | Punch-Drunk Day 「パンチドランク・デー」 - Panchi doranku dē                           | 17 febbraio 2021 |         |
| 7       | Il doposcuola delle quattordicenni 「14才の放課後」 - Jūyon-sai no hōkago              | 24 febbraio 2021 |         |
| 8       | Il progetto di felice amicizia 「明るい友達計画」 - Akarui tomodachi keikaku           | 3 marzo 2021     |         |
| 9       | Una storia di cui nessuno sa niente 「誰も知らない物語」 - Dare mo shiranai monogatari | 10 marzo 2021    |         |
| 10      | Dichiarazione 「告白」 - Kokuhaku                                                      | 17 marzo 2021    |         |
| 11      | Una bambina adulta 「おとなのこども」 - Otona no kodomo                                | 24 marzo 2021    |         |
| 12      | Un guerriero imbattuto 「負けざる戦士」 - Makezaru senshi                              | 31 marzo 2021    |         |
| Special | La mia priorità 「私のプライオリティ」 - Watashi no puraioriti                         | 30 giugno 2021   |         |